# 다크룸 (책)

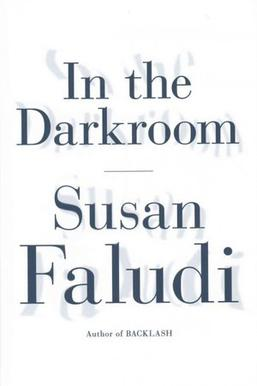

다크룸(In the Darkroom)은 수전 팔루디가 헝가리 출신의 유대인 아버지가 여성으로 성전환했다는 것을 알고 아버지를 취재해 기록한 책이다.

## 같이 보기
- 여성주의와 성전환